# جين شاندلير
جين شاندلير (بالإنجليزية: Gene Chandler)‏ هو كاتب أغاني ومنتج أسطوانات ومغني أمريكي، ولد في 6 يوليو 1937 في شيكاغو في الولايات المتحدة.

## وصلات خارجية
- الموقع الرسمي
- جين شاندلير على موقع IMDb (الإنجليزية)
- جين شاندلير على موقع ميوزك برينز (الإنجليزية)
- جين شاندلير على موقع ميوزك برينز (الإنجليزية)
- جين شاندلير على موقع إن إن دي بي (الإنجليزية)
- جين شاندلير على موقع أول ميوزيك (الإنجليزية)
- جين شاندلير على موقع ديسكوغز (الإنجليزية)
- جين شاندلير على موقع ديسكوغز (الإنجليزية)
- جين شاندلير على موقع قاعدة بيانات الفيلم (الإنجليزية)